# ミリアム・ゴンザレス
ミリアム・ゴンザレス（Miriam Gonzalez、1977年7月8日 - ）は、アメリカ合衆国のアダルトモデル、女優。

## 来歴
数多くのプレイボーイ・スペシャルエディションに出演した後、PLAYBOY誌2001年3月号のプレイメイト・オブ・ザ・マンスに選ばれた。現在では珍しくなくなったが、ブルック・リチャーズと共に、プレイメイトになる前にプレイボーイ・スペシャルエディションに登場した初のプレイメイトの一人であった。一部の愛好家にとっては、スペシャルエディションの彼女は、プレイメイトの時の彼女をはるかに上回っている。スペシャルエディションの写真は、彼女の若々しさと表情を強調し、画像レタッチが少なく、ページいっぱいの乳房の極端なクローズアップもあった。
モデルになる前は、高校のチアリーダーであり、フーターズのウェイトレスであった。
2003年と2004年に、ウェブサイト、PinupFiles.comで、一連のピンナップ・スタイルの画像を公表した。また、2005年から2006年の数か月間、プレイボーイ・ラジオの『プレイメイト・アワー』の共同司会者を務めた。更に数多くのプレイボーイビデオに出演、特に『Lusty Latin Ladies』（好色なラテン女）が知られる。
プレイボーイ・スペシャルエディション2005年4月/5月号の彼女のクレジットに添えられた引用によれば、背中の痛みを和らげるために縮胸手術を受ける可能性を示唆した。逆に言えば彼女は豊胸手術を受けたことがない。2013年2月、PinupFiles.comに、さらに胸が大きくなってカムバックした。

## 出演
- Miami Vice (post-production assistant)
- Playboy Playmate DVD Calendar Collection: 2000-2005 (2006) (V)
- Playboy: 50 Years of Playmates (V) 2004
- Playboy: No Boys Allowed, 100% Girls 2 (V) 2004
- Playboy: Hot Lips, Hot Legs (V) 2003
- Playboy: Roommates (V) 2002
- Playboy Video Playmate Calendar 2002, 2001
- Playboy: Lusty Latin Ladies (V) 2002